# Эзеркалнс
Э́зеркалнс (латыш. Ezerkalns) — населённый пункт в Краславском крае Латвии. Административный центр Краславской волости. Находится у региональной автодороги P61 (Краслава — Дагда). Расстояние до города Краслава составляет около 5 км. По данным на 2015 год, в населённом пункте проживало 164 человека.

## История
В советское время населённый пункт носил название Пастари и был центром Краславского сельсовета Краславского района. В селе располагалась центральная усадьба колхоза «Тайсниба».